# La Furie de l'or noir
Pour plus de détails, voir Fiche technique et Distribution.
La Furie de l'or noir (High, Wide, and Handsome) est un film américain réalisé par Rouben Mamoulian, sorti en 1937.

## Synopsis
En Pennsylvanie en 1859, des petits propriétaires s'opposent à des magnats du pétrole et des chemins de fer.

## Fiche technique
- Titre : La Furie de l'or noir
- Titre original : High, Wide, and Handsome
- Réalisation : Rouben Mamoulian
- Scénario : Oscar Hammerstein II et George O'Neil
- Production : Arthur Hornblow Jr.
- Société de production : Paramount Pictures
- Photographie : Victor Milner et Theodor Sparkuhl
- Montage : Archie Marshek
- Directeur musical : Boris Morros
- Musique : Jerome Kern, Robert Russell Bennett (non crédité) et Bernhard Kaun (non crédité)
- Chorégraphe : LeRoy Prinz
- Costumes : Travis Banton
- Effets visuels : Gordon Jennings
- Pays de production : États-Unis
- Format : Noir et blanc - Son : Mono (Western Electric Microphonic Recording)
- Genre : Film musical, western
- Durée : 110 minutes
- Dates de sortie :
  - États-Unis : 21 juillet 1937 (New York)
  - France : 13 janvier 1938

## Distribution
- Irene Dunne : Sally Watterson
- Randolph Scott : Peter Cortlandt
- Dorothy Lamour : Molly Fuller
- Elizabeth Patterson : Grandma Cortlandt
- Raymond Walburn : Doc Watterson
- Charles Bickford : Red Scanlon
- Akim Tamiroff : Joe Varese
- Ben Blue : Zeke
- William Frawley : Mac
- Alan Hale : Walt Brennan
- Irving Pichel : M. Stark
- Stanley Andrews : Lem Moulton
- James Burke : Stackpole
- Roger Imhof : Pop Bowers
- Lucien Littlefield : M. Lippincott
- Edward Gargan : Contremaître
- Purnell Pratt : Colonel Blake
- Constance Bergen : Chanteur
- Billy Bletcher : Shorty
- Monte Blue
- Horace G. Brown
- Raymond Brown : P. T. Barnum
- Tommy Bupp : garçon
- Marjorie Cameron : chanteuse blonde
- Jack Clifford : Wash Miller
- Sherry Hall : pianiste
- Dell Henderson : Président de la banque
- Russell Hopton : John Thompson
- Edward Keane : Jones
- Lew Kelly : Carpenter
- Paul Kruger : Un homme
- Helen Lowell : Mme Lippincott
- John Marshall : Teller
- Claire McDowell
- Ivan Miller : Marble
- Philip Morris : Teamster
- John T. Murray : M. Green
- Rolfe Sedan : Photographe
- Harry Semels : Barman
- John M. Sullivan : Vieux gentleman
- Fred Warren : Pianiste
- Pat West
- Ernest Wood : Employé de l'hôtel

Acteurs non crédités
- Olympe Bradna (rôle indéterminé)
- Louise Carver : Une femme de la ville
- George MacQuarrie : Un acolyte de Peter
- Frank Shannon : Un acolyte de Peter
- Frank Sully : Gabby Johnson
- Dorothy Vernon